# Langspil

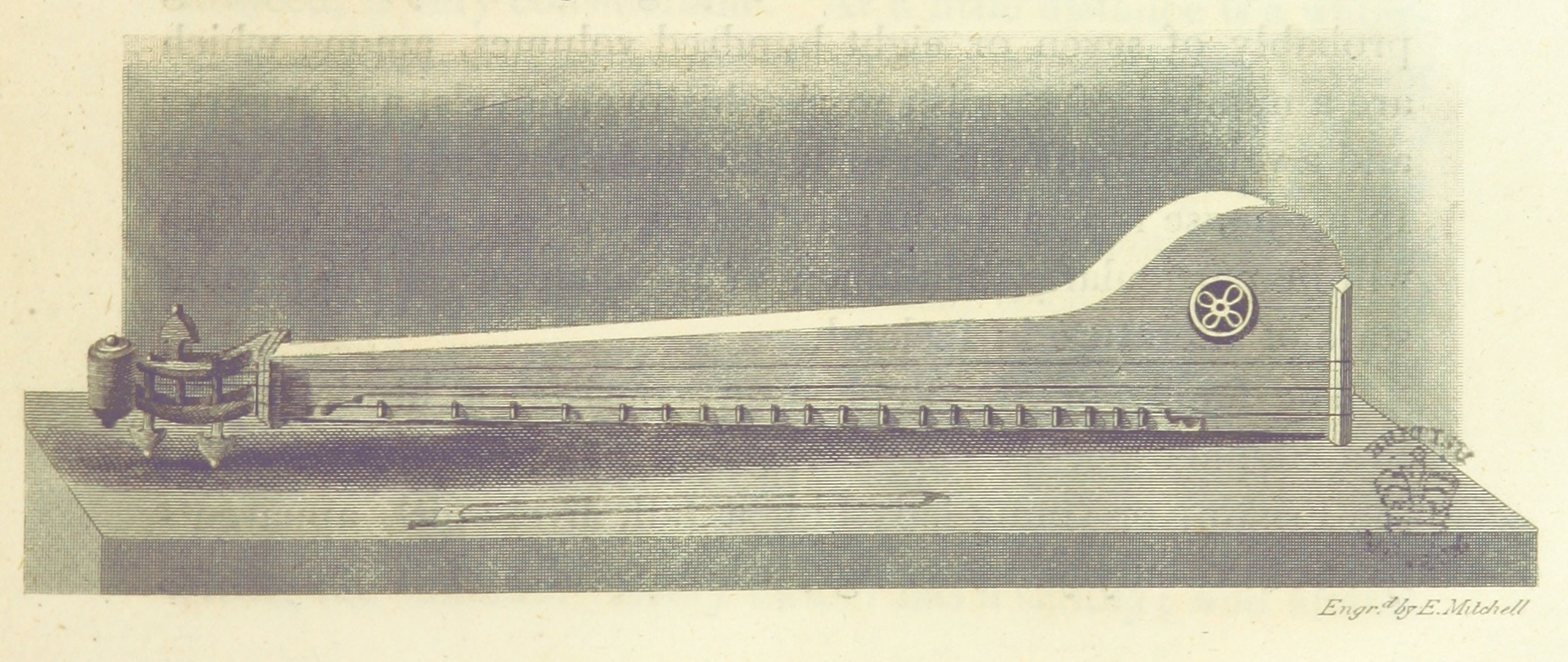
Zeichnung eines Langspils, 1811

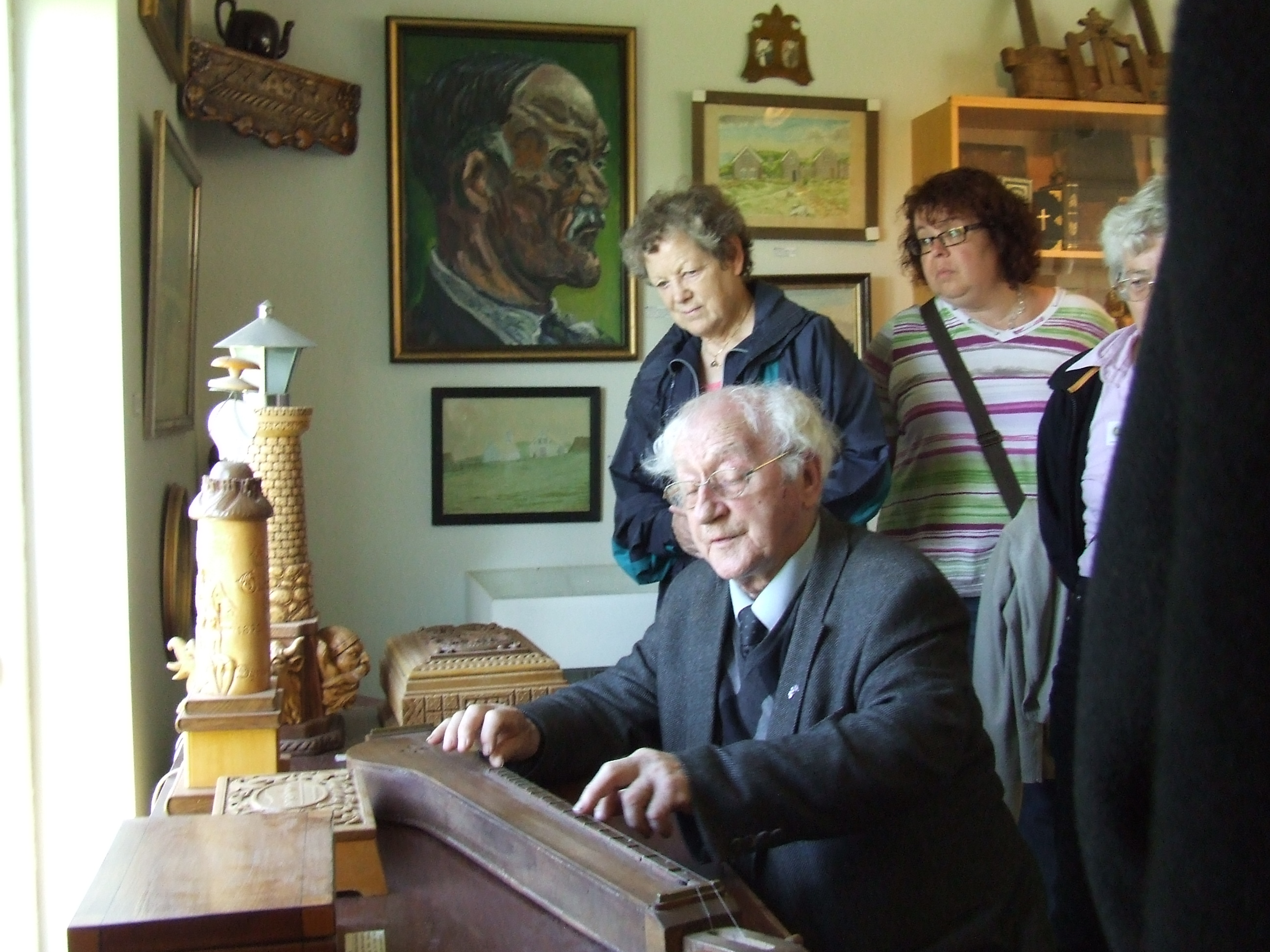
Þórður Tómasson aus Skógar beim Spiel des Langspils

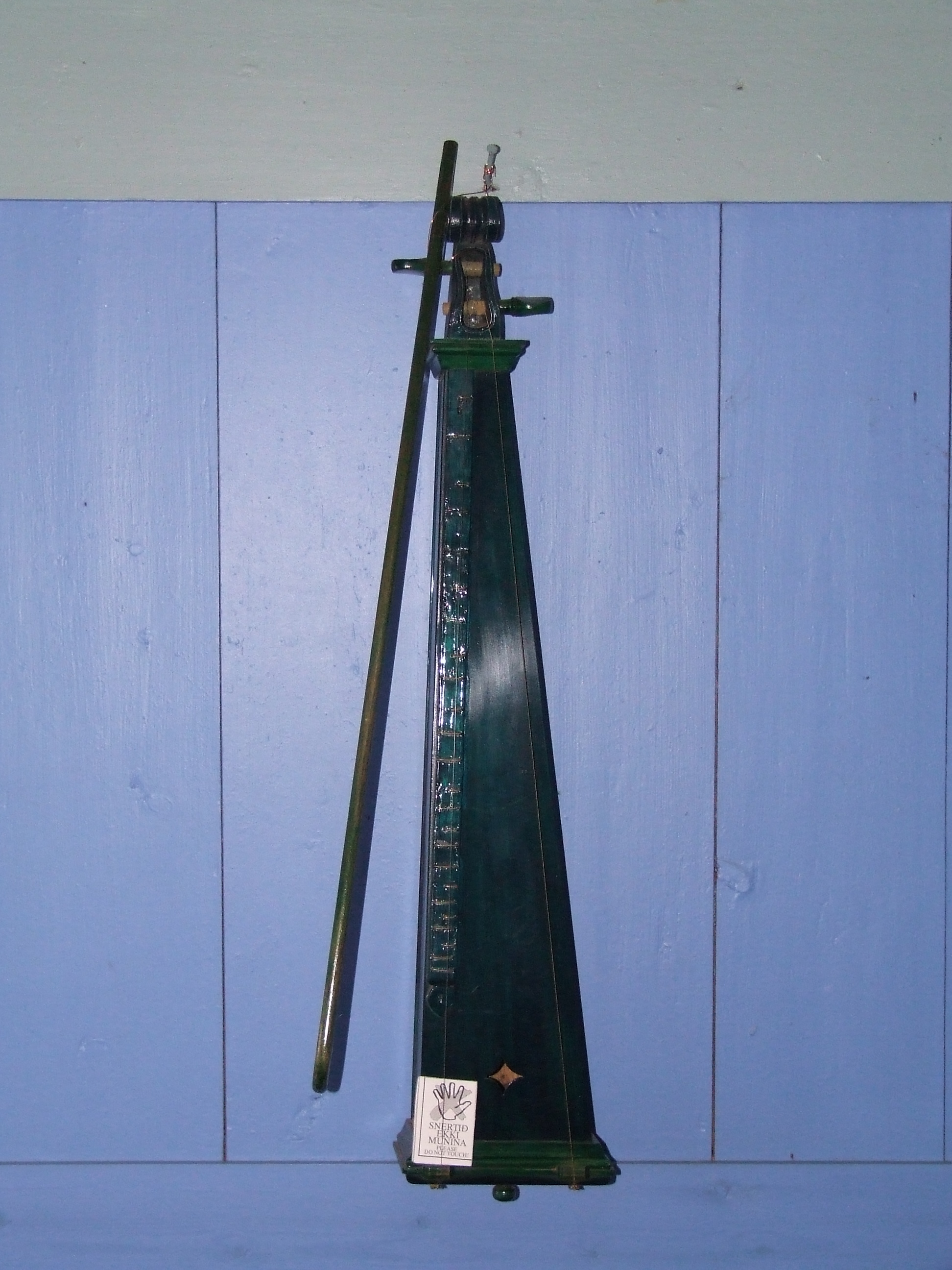
Langspil mit Bogen; zwei Saiten: eine Melodiesaite, eine Bordunsaite

Das Langspil bezeichnet isländische Bauformen der Bordunzither. Es besteht aus einem länglichen, etwa 80 cm langen Kasten und besitzt eine Melodiesaite und ein bis fünf (meist zwei) Bordunsaiten aus Metall. Die Saiten können gezupft, mit einem Bogen gestrichen, oder auch mit einem Hammer angeschlagen werden. Die Melodiesaite ist über einem Griffbrett mit Bünden gespannt.
Das Langspil existiert in zwei hauptsächlichen Korpusformen, gerade und bauchig. Da Holz in Island aus Mangel an Bäumen lange hauptsächlich in Form von gefundenem Treibholz verfügbar war, verwendete man verschiedenste Holzarten zum Bau von Langspilen.

## Herkunft und Verbreitung
Die ältesten schriftlichen Aufzeichnungen des Langspils stammen aus dem 18. Jahrhundert, in denen das Instrument als eine längliche, sich zu einem Ende verbreiternde Kiste beschrieben wird, die mit einer bis sechs Saiten bespannt ist. Im 19. Jahrhundert tauchte eine Version mit bauchigem Korpus auf, die verbesserte Klangeigenschaften besitzt.
Im Jahr 1855 erschien das Buch Leiðarvísir til að spila á langspil (Anleitung zum Spiel des Langspils), welches auch eine Bauanleitung des Instruments enthielt, wenngleich diese einen Druckfehler bezüglich der Bünde aufwies. Dieses Buch trug sehr zur Beliebtheit des Langspils bei. Dennoch verlor das Instrument anschließend wieder an Bedeutung und wurde in der Mitte des 20. Jahrhunderts kaum mehr gespielt.
In den 1960er Jahren erkannte die Sängerin Anna Þórhallsdóttir, dass das Langspil aus der isländischen Musiktradition zu verschwinden drohte, und übernahm eine führende Rolle bei seiner Wiederbelebung. Heute ist das Langspil wieder im Bestand verschiedener isländischer Bands und Einzelmusiker. Es hat auch eine tragende Rolle im jährlichen Folk-Festival von Siglufjörður. Touristen können es in verschiedenen Museen in Island sehen, und im Museum von Skógar spielte der Museumsdirektor Þórður Tómasson (1922–2022) gelegentlich Besuchern darauf vor.
Die isländische Fiðla besitzt einen ähnlichen länglichen Korpus, aber im Unterschied zum Langspil kein Griffbrett. Von den zwei oder mehr Saiten wird eine Saite zur Melodiebildung von unten mit einem Finger der linken Hand berührt, während die rechte Hand den Bogen über alle Saiten streicht. Nahe verwandt mit dem Langspil ist die norwegische Langeleik.